# Municipio de Mansfield (condado de Warren)
Mansfield Township es un municipio situado en el condado de Warren, Nueva Jersey, Estados Unidos. Tiene una población estimada, a mediados de 2024, de 7889 habitantes.

## Geografía
Está ubicado en las coordenadas 40°48′30″N 74°54′37″O / 40.80833, -74.91028 (40.808461, -74.910234). Según la Oficina del Censo, tiene una superficie total de 76,90 km², de los cuales 76.63 km² corresponden a tierra firme y 0.27 km² están cubiertos de agua.
Las oficinas municipales están en la localidad de Port Murray.
El municipio limita con Hackettstown, Independence Township, Liberty Township, Oxford Township y Washington Township, en el condado de Warren; con el municipio de Lebanon, en el condado de Hunterdon; y con el municipio de Washington, en el condado de Morris.

## Demografía
Según la estimación 2019-2023 de la Oficina del Censo, los ingresos medios de los hogares son de $108,851 y los ingresos medios de las familias son de $174,288. Los ingresos per cápita en los últimos doce meses, medidos en dólares de 2023, son de $44,038. Alrededor del 4.2% de la población está por debajo de la línea de pobreza.

## Gobierno

### Gobierno local
Mansfield Township es gobernado mediante el mecanismo del township, la más antigua forma de gobierno municipal de Nueva Jersey. Fue diseñada para emular las asambleas (meetings) de los townships de Nueva Inglaterra, pero una ley de 1899 sustituyó dichas asambleas por comisiones, a las que se les adjudicaron todos los poderes municipales. Bajo las actuales leyes, el Gobierno es ejercido por una Comisión electa de cinco miembros encabezada por el Alcalde.

### Representación federal, estatal y del condado
El municipio de Mansfield está ubicado en el séptimo distrito del Congreso  y es parte del distrito legislativo estatal número 23 de Nueva Jersey.   
Para el 118º Congreso de los Estados Unidos, el séptimo distrito del Congreso de Nueva Jersey está representado por Thomas Kean Jr. (R, Westfield). Nueva Jersey está representada en el Senado de los Estados Unidos por los demócratas Cory Booker (Newark, su mandato finaliza en 2027) y Bob Menéndez (Englewood Cliffs, su mandato finaliza en 2025).
Para la sesión 2024-2025, el distrito legislativo 23 de la Legislatura de Nueva Jersey está representado en el Senado estatal por Doug Steinhardt (R, Lopatcong Township) y en la Asamblea General por John DiMaio (R, Hackettstown) y Erik Peterson (R, Municipio de Franklin).
El condado de Warren está gobernado por una Junta de Comisionados del Condado de tres miembros, que son elegidos en general de forma escalonada en elecciones partidistas y se elige un escaño cada año como parte de las elecciones generales de noviembre. En una reunión anual de reorganización celebrada a principios de enero, la junta selecciona a uno de sus miembros para que se desempeñe como director Comisionado y otro como director Adjunto. A partir de 2024, los comisionados del condado de Warren son:
Director adjunto Jason J. Sarnoski (R, municipio de Lopatcong; 2025), Lori Ciesla (R, municipio de Lopatcong; 2026) y director James R. Kern III (R, municipio de Pohatcong; 2025).
Los funcionarios constitucionales del condado de Warren son: la secretaria Holly Mackey (R, Alpha; 2027), el sheriff James McDonald Sr. (R, Phillipsburg; 2025) y el sustituto Michael J. Doherty (R, Washington; 2025).

## Política
En marzo de 2011, había un total de 4.443 votantes registrados en Mansfield Township, de los cuales 779 (17,5% frente a 21,5% en todo el condado) estaban registrados como demócratas, 1.784 (40,2% frente a 35,3%) estaban registrados como republicanos y 1.877 (42,2% vs. 43,1%) estaban registrados como No Afiliados. Había tres votantes registrados como libertarios o verdes.  Entre la población del censo de 2010 del municipio, el 57,5% (frente al 62,3% en el condado de Warren) estaban registrados para votar, incluido el 74,6% de las personas mayores de 18 años (frente al 81,5% en todo el condado).  
En las elecciones presidenciales de 2012, el republicano Mitt Romney recibió 1.789 votos (57,6% frente a 56,0% en todo el condado), por delante del demócrata Barack Obama con 1.232 votos (39,7% frente a 40,8%) y otros candidatos con 45 votos (1,4% frente a 1,7). %), entre las 3.105 papeletas emitidas por los 4.596 votantes registrados del municipio, para una participación del 67,6% (frente al 66,7% en el condado de Warren).   En las elecciones presidenciales de 2008, el republicano John McCain recibió 1.925 votos (57,5% frente a 55,2% en todo el condado), por delante del demócrata Barack Obama con 1.328 votos (39,7% frente a 41,4%) y otros candidatos con 50 votos (1,5% frente a 1,6). %), entre las 3.349 papeletas emitidas por los 4.504 votantes registrados del municipio, para una participación del 74,4% (frente al 73,4% en el condado de Warren).  En las elecciones presidenciales de 2004, el republicano George W. Bush recibió 2.043 votos (64,6% frente a 61,0% en todo el condado), por delante del demócrata John Kerry con 1.076 votos (34,0% frente a 37,2%) y otros candidatos con 34 votos (1,1% frente a 1,3%), entre los 3.163 votos emitidos por los 4.227 votantes registrados del municipio, lo que supone una participación del 74,8% (frente al 76,3% en todo el condado).
En las elecciones para gobernador de 2013, el republicano Chris Christie recibió el 74,1% de los votos (1.251 votos emitidos), por delante de la demócrata Barbara Buono con el 23,7% (401 votos) y de otros candidatos con el 2,2% (37 votos), entre los 1.715 votos emitidos por los 4.683 votantes registrados del municipio (26 votos fueron anulados), con una participación del 36,6%.   En las elecciones para gobernador de 2009, el republicano Chris Christie recibió 1.415 votos (66,5% frente a 61,3% en todo el condado), por delante del demócrata Jon Corzine con 482 votos (22,6% frente a 25,7%), el independiente Chris Daggett con 171 votos (8,0% frente a 25,7%). 9,8%) y otros candidatos con 29 votos (1,4% frente a 1,5%), entre los 2.129 votos emitidos por los 4.360 votantes registrados del municipio, lo que arrojó una participación del 48,8% (frente al 49,6% en el condado).

## Educación
Los estudiantes de escuelas públicas desde jardín de infantes hasta sexto grado son atendidos por el Distrito Escolar del Municipio de Mansfield en la Escuela Primaria del Municipio de Mansfield.  A partir del año escolar 2018-19, el distrito, que comprende una escuela, tenía una matrícula de 607 estudiantes y 56,8 maestros de aula (sobre una base FTE), para una proporción de estudiantes por maestro de 10,7:1. 
Los estudiantes de escuelas públicas de séptimo a duodécimo grado asisten a las escuelas del Distrito Escolar Regional de Warren Hills, que también atiende a estudiantes de los municipios de Franklin Township, Washington Borough y Washington Township, junto con los de Oxford Township (solo de 9 a 12 años, que asisten en régimen de matrícula).  Las escuelas del distrito (con datos de inscripción de 2018-19 del Centro Nacional de Estadísticas Educativas)son la Escuela Intermedia Regional Warren Hills  con 542 estudiantes en los grados 7 y 8 (ubicada en el distrito de Washington) y la Escuela Secundaria Regional Warren Hills. Escuela  con 1205 estudiantes en los grados 9 a 12 (ubicada en Washington Township).  Los escaños en la junta de educación de nueve miembros del distrito de escuelas secundarias se asignan en función de la población de los municipios constituyentes, con tres escaños asignados a Mansfield Township. 
Los estudiantes del municipio y de todo el condado de Warren son elegibles para asistir a la escuela autónoma Ridge and Valley en el municipio de Frelinghuysen (para los grados K-8)  o a la escuela técnica del condado de Warren en el distrito de Washington (para los grados 9-12),  con servicios de educación especial proporcionados por distritos locales complementados en todo el condado por el Distrito Escolar de Servicios Especiales del Condado de Warren en Oxford Township (para PreK-12).  

## Transporte

### Carreteras y autopistas
En mayo de 2010, el municipio tenía un total de 72,40 millas (116,52 km) de carreteras, de las cuales 46,85 millas (75,40 km) eran mantenidas por el municipio, 16,79 millas (27,02 km) por el condado de Warren y 8,76 millas (14,10 km) por el Departamento de Transporte de Nueva Jersey.
Las únicas carreteras principales que pasan son la Ruta 31, que pasa brevemente en el oeste,  y la Ruta 57, que recorre 12,7 km en la parte sur.
No hay caminos de acceso limitado que lo atraviesen. Sin embargo, se puede acceder a ellos desde dos ciudades, como la Interestatal 78 (en los municipios de Franklin, Union, Clinton y Tewksbury) y la Interestatal 80 (en los municipios de Knowlton, Hope, Allamuchy y Mount Olive). 

### Transporte público
El servicio ferroviario lo proporciona NJ Transit hasta Hackettstown. Al sur de Hackettstown, la secundaria Washington de Norfolk Southern pasa por la ubicación del Rockport Wreck, un accidente de tren que ocurrió el 16 de junio de 1925 y que resultó en 50 muertes. 